# PanAm

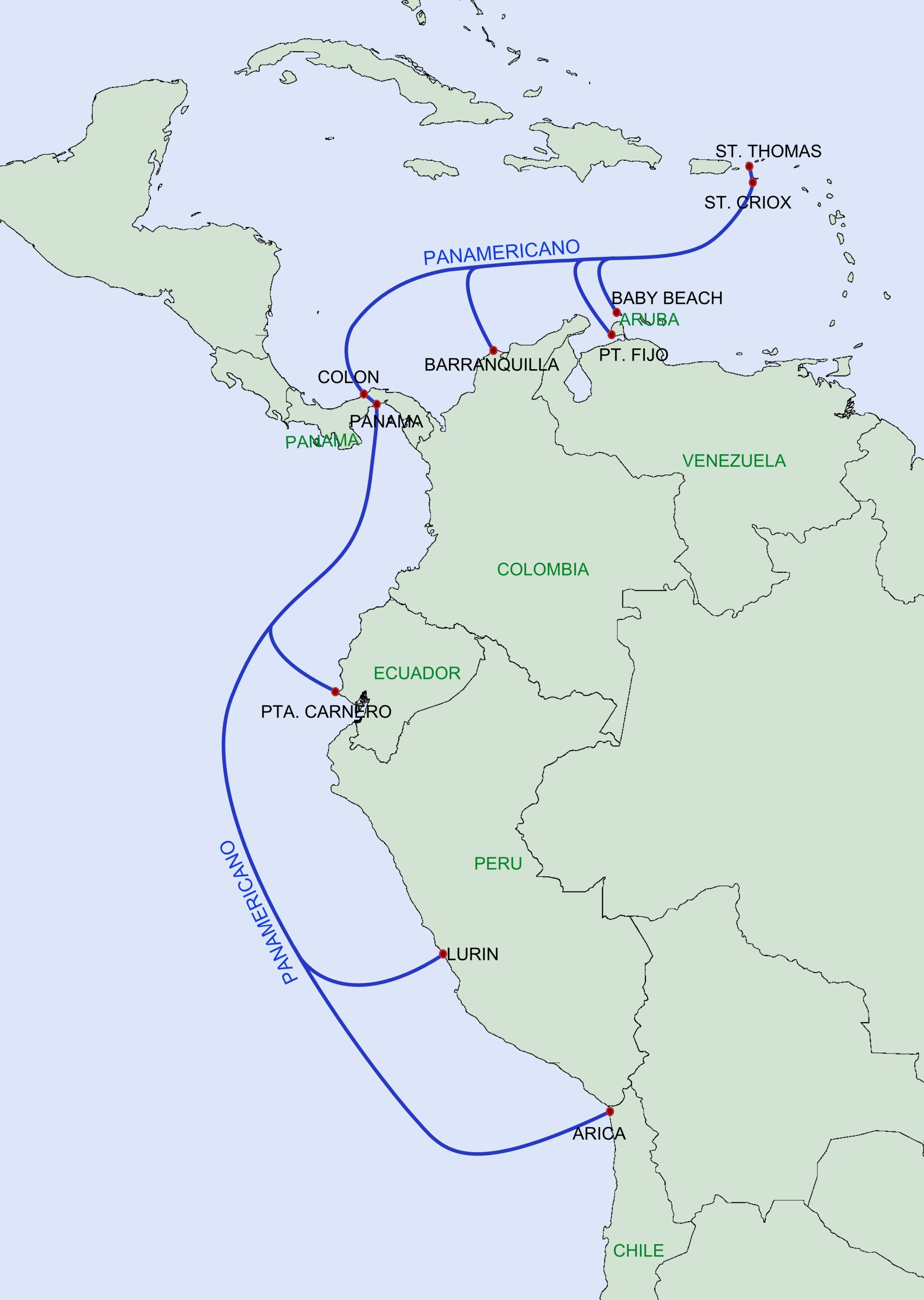
Cable Panamericano.

El Cable submarino Panamericano (PAN-AM) es un cable submarino de fibra óptica destinado a brindar conectividad a Sudamérica (lado del Pacífico) y el Caribe. Los países que usan el cable son: Chile, Perú, Ecuador, Colombia, Venezuela, Aruba, Panamá y Estados Unidos.
El cable mide 7225 km de largo, y es uno de los tres cables usados por el lado oeste de Sudamérica.

## Historia
El cable fue construido por un consorcio de empresas de telecomunicaciones denominado “Consorcio del Cable Submarino Panamericano” y está conformado por un grupo de 44 empresas las cuales en diciembre de 1996 firmaron el acuerdo de construcción del cable.
Las negociaciones para constituir el Consorcio fueron iniciadas por un grupo de ejecutivos regionales de AT&T Submarine Systems Inc. y la construcción del sistema fue realizada por TYCO Submarine Networks, una división de Tyco International que había adquirido AT&TSSI en abril de 1997 por 850 millones de dólares.[cita requerida]
Por decisión de los miembros del consorcio, debido a los altos costos operativos y a la imposibilidad de realizar ampliaciones de su capacidad, el sistema de cable Panamericano será apagado el 31 de diciembre de 2021.

## Estructura del cable
El cable inicia en las Islas Vírgenes de los Estados Unidos en el Atlántico, cruza por Panamá y termina en Chile en la ciudad de Arica.
- Aterriza en 8 países
- Tiene 11 estaciones
- Consta de 2 pares de fibras, configuradas en un anillo colapsado
- Tiene una longitud de 7225 km[1]
- El cable inició con una capacidad de 2,5 Gbps. Fue ampliado en febrero de 2010, cambiando su tecnología SDH a DWDM, la capacidad actual es:
  - Anillo 1: 5 lambdas
  - Anillo 2: 5 lambdas
  - Anillo 3: 5 lambdas
  - Anillo 4: 4 lambdas

Cada lambda es de 10 Gbps.
Consta de 4 anillos:
1. Anillo de las Islas Vírgenes: conecta las islas de Saint Thomas y Saint Croix (Estados Unidos).
2. Anillo del Caribe: une Saint Croix (EE. UU.), Punto Fijo (Venezuela), Barranquilla (Colombia), Colón y Panamá (Panamá) y Baby Beach (Aruba).
3. Anillo de Panamá: conecta las ciudades de Colón y Panamá.
4. Anillo del Pacífico: une a la Ciudad de Panamá (Panamá), Punta Carnero (Ecuador), Lurín (Perú) y Arica (Chile).